# Georg Sacke

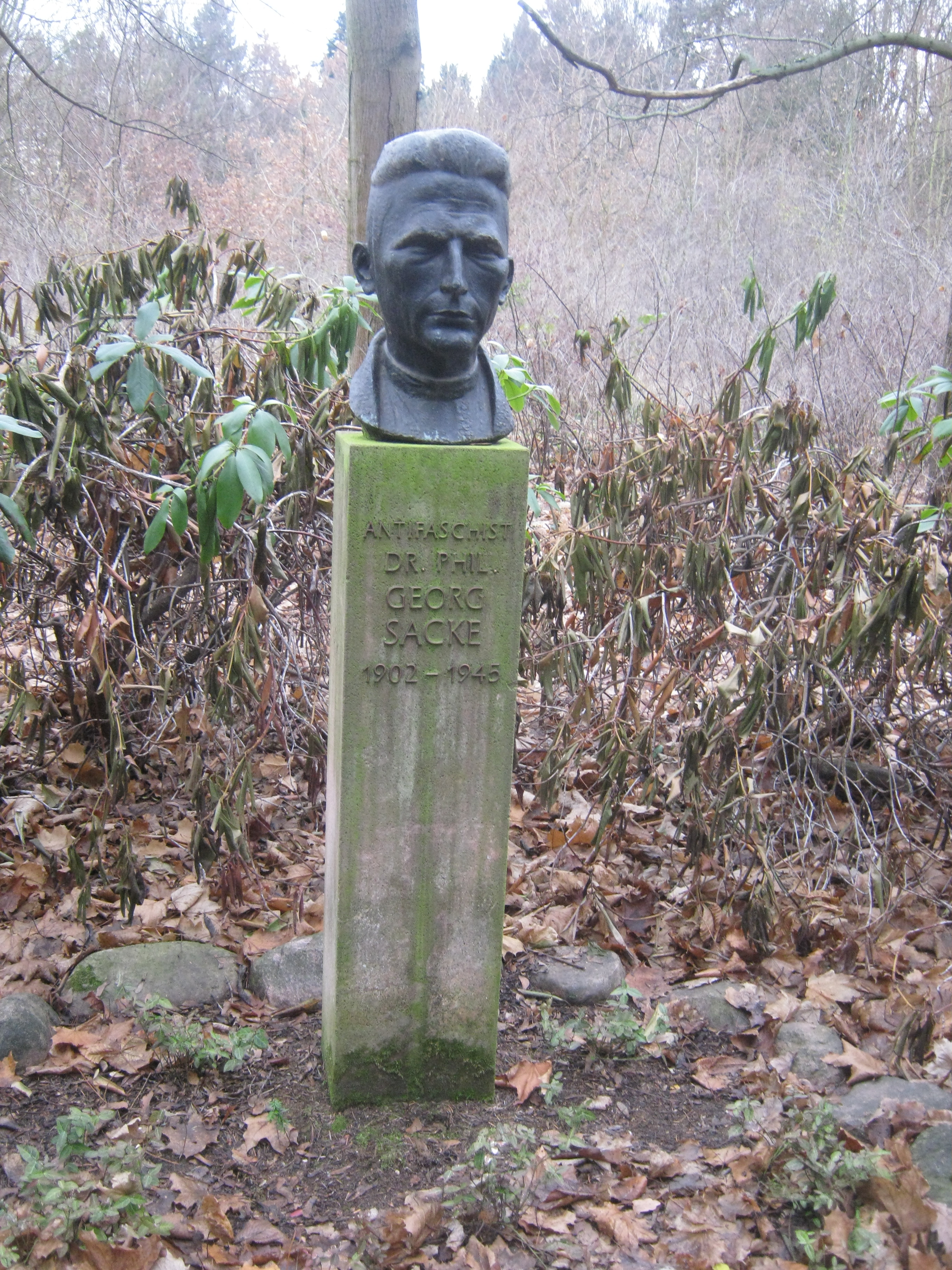
Georg-Sacke-Büste im ehemaligen Georg-Sacke-Klinikum Prager Straße 224 in Leipzig

Georg Friedrich Sacke (auch Sakke geschrieben; * 20. Dezember 1901jul. / 2. Januar 1902greg. in Kischinjow, Bessarabien (heute Chișinău); † 26. April 1945 auf dem Todesmarsch nach Lübeck) war ein deutscher Historiker mit Schwerpunkt Osteuropäische Geschichte. Er war im antifaschistischen Widerstand aktiv.

## Leben
Sacke wuchs als Sohn eines lettischen Vaters, der Gymnasialprofessor war, und einer deutsch-baltischen Mutter in Kischinjow in Bessarabien auf, das damals zum Russischen Reich gehörte. Als Gymnasiast wurde er Zeuge der Februarrevolution 1917 und des anschließenden Bürgerkriegs. 
Sacke emigrierte nach Deutschland und studierte ab 1921 Geschichte an der Universität Leipzig. Er wurde Mitglied im Sozialistischen Studentenbund und gründete 1922 eine Ortsgruppe für die Vereinigung russischer Studenten in Deutschland mit. 1925 wechselte er an die Karl-Ferdinands-Universität in Prag, wo er sich auf osteuropäische Geschichte spezialisierte, kehrte aber im Folgejahr nach Leipzig zurück. Neben dem Studium arbeitete er 1926/27 als Heizer, Gärtner, Hausmeister und Handwerker im damaligen „Krüppelheim Humanitas“.
Von 1927 bis 1933 war er wissenschaftliche Hilfskraft, Assistent und schließlich Privatdozent an der osteuropäischen Abteilung des Instituts für Kultur- und Universalgeschichte bei Friedrich Braun in Leipzig. Sacke promovierte 1929 zum Dr. phil., seine Dissertation befasste sich mit der Geschichtsphilosophie Wladimir Sergejewitsch Solowjows. Danach erwarb er die deutsche Staatsbürgerschaft. Er lehrte von 1929 bis 1933 als Dozent an der Volkshochschule Leipzig, wo er Vorträge über Politik, Wirtschaft und Kultur der Sowjetunion hielt und Russischkurse leitete. Er habilitierte 1932 mit einer Arbeit zur Gesetzgebenden Kommission Katharinas II. im absolutistischen Russland. Im selben Jahr heiratete er die Pädagogin Rosemarie Gaudig (1904–1997), jüngste Tochter des Reformpädagogen Hugo Gaudig, ab 1949 Gründungsdirektorin der Arbeiter- und Bauernfakultät an der Universität Leipzig. Die Ehe blieb kinderlos.
Während der nationalsozialistischen Diktatur waren Georg Sacke und seine Frau in Leipzig und später Hamburg aktiv am Widerstand gegen das NS-Regime beteiligt. Zusammen mit Maria Grollmuß und Hermann Reinmuth unterstützten sie politische Gefangene und deren Familien. Von der Universität wurde er am 1. April 1933 wegen „marxistischer Auffassung historischer Probleme und positiver Einstellung zur Sowjetunion“ verwiesen. Im April 1934 wurde er verhaftet und ins KZ Sachsenburg verschleppt. Nach dem Freispruch von der Anklage des Hochverrates erfolgte im Dezember 1935 seine Entlassung aus der Haft und die Aberkennung seiner deutschen Staatsbürgerschaft. Zurück in Leipzig schloss er sich der Widerstandsgruppe um Alfred Frank an. 1940 erhielt er als Osteuropareferent am Hamburgischen Welt-Wirtschaftsinstitut eine Anstellung. Am 15. August 1944 wurde er erneut verhaftet und wurde ins KZ Fuhlsbüttel verschleppt, später ins KZ Neuengamme. 1945 wurde er auf den Todesmarsch nach Lübeck getrieben und dort ermordet.

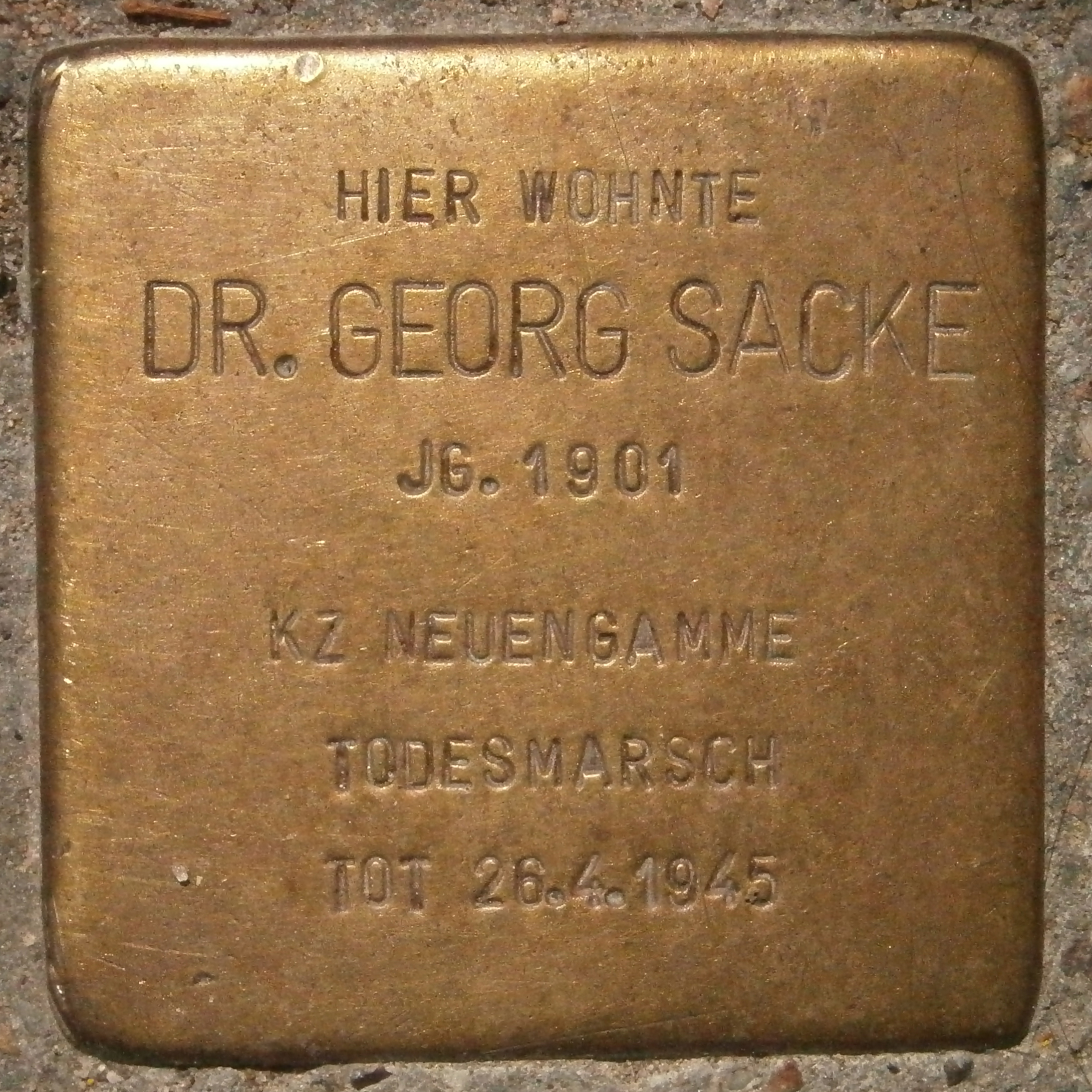
Stolperstein für Georg Sacke in Hamburg-Rotherbaum

## Ehrungen
Das Leipziger Humanitas-Heim für gebrechliche Kinder, in dem Sacke während seines Studiums Hilfsarbeiten verrichtet hatte, erhielt 1949 den Namen „Dr.-Georg-Sacke-Heim“. Daraus ging 1953 die Städtische Klinik für Orthopädie und Rehabilitation „Dr. Georg Sacke“ hervor. Diese befand sich bis 2002 in der Prager Straße 224 im Leipziger Stadtteil Probstheida. Im Park der Sacke-Klinik wurde 1970 ein Denkmal mit einer Bronzebüste Georg Sackes aufgestellt, die Hanna Studnitzka gestaltete.
Die Klinik für Orthopädie und Rehabilitation wurde durch das Orthopädisch-Traumatologische Zentrum des 2002 eröffneten Park-Klinikums Leipzig abgelöst. Dessen Klinikschule trägt den Namen „Dr.-Georg-Sacke-Schule“. Auf dem früheren Gelände der Sacke-Klinik betreibt seither der Humanitas-Verein Wohnheime für körper- und mehrfachbehinderte Erwachsene sowie körperbehinderte Kinder und Jugendliche.

## Werke
- W. S. Solowjews Geschichtsphilosophie. Ein Beitrag zur Charakteristik der russischen Weltanschauung. Berlin: Ost-Europa-Verlag, 1929.
- Adel und Bürgertum in der Gesetzgebenden Kommission Katharinas II. von Russland. In: Jahrbücher für Geschichte Osteuropas. Band 3, Nr. 3, 1938, S. 408–417.
- Adel und Bürgertum in der Regierungszeit Katharina II. von Russland. In: Revue belge de Philologie et d'Histoire. Band 17, Nr. 3–4, 1938, S. 815–852 (persee.fr).
- Die Kaiserin Katharina II., Voltaire und die »Gazette de Berne«. In: Zeitschrift für Schweizerische Geschichte. Band 18, Nr. 3, 1938, S. 305–314.
- Die Gesetzgebende Kommission Katharinas II. Ein Beitrag zur Geschichte des Absolutismus in Rußland. Breslau: Priebatsch, 1940.